# Flughafen Accra

i7
i11
i13
Der Kotoka International Airport (IATA-Code: ACC, ICAO-Code: DGAA) ist der internationale Verkehrsflughafen von Accra und gleichzeitig der größte Ghanas. Er wurde nach Emmanuel Kotoka benannt. Der Flughafen war die Hauptbasis der ehemaligen ghanaischen Fluggesellschaften Ghana Airways und Ghana International Airlines. Er ist zudem Heimatflughafen der Antrak Air und eine der Basen der Frachtfluggesellschaft Aerogem Cargo.
Er liegt in der Gemeinde La Dade Kotopon in unmittelbarer Nähe des Hauptquartiers der Streitkräfte Ghanas, die den Flughafen auch militärisch nutzen.
Der Flughafen kann Flugzeuge bis zur Größe einer Boeing 747-400 abfertigen. Im Jahr 2018 wurde ein neues Terminal eröffnet.

## Fluggesellschaften und Ziele
Flüge zwischen Accra und europäischen Zielen werden nicht mehr von Lufthansa, aber von KLM, British Airways, ITA Airways, TAP Portugal, Brussels Airlines und Turkish Airlines angeboten. Lufthansa hat ihre Flüge nach Accra im Oktober 2015 eingestellt. Accra wird im Lufthansa-Konzern nur noch von Brussels Airlines ab Brüssel angeflogen.

## Zwischenfälle
- Am 26. Januar 1944 verunglückte eine Douglas DC-4/C-54A-DO der United States Army Air Forces (USAAF) (Luftfahrzeugkennzeichen 41-37292) beim Start am Flughafen Accra. Mindestens 23 Insassen kamen ums Leben.[5]

- Am 22. Januar 1971 schlug eine Hawker Siddeley 748-254 Srs. 2A der Ghana Airways (9G-ABW) bei einem Trainingsflug auf dem Flughafen Accra nach dem fehlerhaften Abstellen eines Triebwerks hart auf und wurde irreparabel beschädigt. Die drei Piloten, die einzigen Insassen, überlebten den Unfall.[6]

- Am 11. März 1981 rutschte eine Fokker F28-4000 Fellowship der Ghana Airways (9G-ACA) bei der Landung auf dem Flughafen Accra auf einem Trainingsflug seitlich halb von der Landebahn herunter. Die beiden Piloten, die einzigen Insassen, überlebten den Unfall. Das Flugzeug wurde irreparabel beschädigt.[7]

- Am 2. Juni 2012 schoss eine Boeing 727-200-Frachtmaschine der nigerianischen Allied Air (5N-BJN) über das Landebahnende hinaus und stieß mit einem Kleinbus zusammen.[8] Dessen zehn Insassen sowie zwei weitere Personen am Boden kamen ums Leben. Die Crew der Allied-Air-Maschine blieb dabei weitgehend unverletzt (siehe auch DHL-Aviation-Africa-Flug 111).[9]

- Am 10. Januar 2015 verunglückte eine Boeing 737-400 der Ethiopian Airlines (ET-AQV) bei der Landung auf dem Flughafen Accra. Alle drei Crewmitglieder überlebten den Absturz, die Maschine musste allerdings als Totalverlust abgeschrieben werden.[10]